# Liste der Gewässer in Mehring (Mosel)
Die Liste der Gewässer in Mehring (Mosel) umfasst die Fließgewässer in der Gemeinde Mehring (Mosel) in Rheinland-Pfalz.
| GKZ       | Gewässername             | Mündung              | Lage   | Bemerkungen                                                     | vollständig auf Mehringer Gemeindegebiet |
| --------- | ------------------------ | -------------------- | ------ | --------------------------------------------------------------- | ---------------------------------------- |
| 260000000 | Mosel                    | Rhein                | links  | mit der Moselbrücke Mehring                                     |                                          |
| 267193200 | Landwehrgraben           | Mosel                | links  | entspringt an der Gemarkungsgrenze Longen/Schweich/Mehring      |                                          |
| 267260000 | Welgerbach               | Feller Bach          | rechts | bildet am Mittellauf die Grenze zwischen Lorscheid und Mehring  |                                          |
| 267262000 | Wellenbach               | Welgerbach           | rechts | Länge 740 m                                                     | ja                                       |
| 267264000 | Strumsbach               | Welgerbach           | rechts | Länge 850 m                                                     | ja                                       |
| 267272000 | Tickenbach               | Feller Bach          | rechts | entspringt auf der Grenze Fell/Mehring                          |                                          |
| 267274000 | Bernsbach                | Feller Bach          | rechts | entspringt auf Mehringer Gemarkung                              |                                          |
| 267276000 | Gehresbach               | Feller Bach          | rechts | entspringt auf Mehringer Gemarkung                              |                                          |
| 267312000 | Molesbach                | Mosel                | rechts | bildet am Unterlauf die Grenze zwischen Riol und Mehring        |                                          |
| 267312200 | Kleiner Molesbach        | Molesbach            | rechts | Länge 980 m                                                     | ja                                       |
| 267320000 | Mehringer Mühlenbach     | Mosel                | links  | Länge von 4 km                                                  | ja                                       |
| 267322000 | Carelbach                | Mehringer Mühlenbach | links  | Länge 830 m                                                     | ja                                       |
| 267331200 | Weinbergsgraben          | Mosel                | rechts | Länge 830 m                                                     | ja                                       |
| 267331400 | Weinbergwegeentwässerung | Mosel                | rechts | Länge 840 m                                                     | ja                                       |
| 267331600 | Frankenbach              | Mosel                | rechts | Länge 980 m                                                     | ja                                       |
| 267332000 | Elsbach                  | Mosel                | links  | entspringt an der Gemarkungsgrenze Mehring/Pölich/Schleich      |                                          |
| 267340000 | Enscher Bach             | Mosel                | links  | entspringt an der Gemarkungsgrenze Mehring/Schleich             |                                          |
| 267360000 | Kautenbach               | Mosel                | links  | entspringt im Mehringer Wald                                    |                                          |
| 267362000 | Mehringer Waldbach       | Kautenbach           | links  | am Unterlauf die Grenze zwischen Mehring und Ensch, Länge 950 m | ja                                       |
| 267687520 | Schastebach              | Kleine Dhron         | links  | entspringt auf Mehringer Gemarkung                              |                                          |
| 267687522 | Waldbach                 | Schastebach          | rechts | entspringt auf Mehringer Gemarkung                              |                                          |
| 267687600 | Mordbach                 | Kleine Dhron         | links  | Quellen beim Jagdhaus Ginsterheld und beim Schleicherberg       |                                          |